# Miles O'Brien
Miles O'Brien je lik iz znanstveno-fantastične serije "Zvjezdane staze: Deep Space 9" i "Zvjezdane staze: Nova generacija" kojeg tumači glumac Colm Meaney. Inženjer je Zvjezdane flote i glavni inženjer na svemirskoj postaji Deep Space 9.